# Eustenophasma violacea
Eustenophasma violacea är en fjärilsart som beskrevs av W. Warren 1907. Eustenophasma violacea ingår i släktet Eustenophasma och familjen mätare. Inga underarter finns listade i Catalogue of Life.